# Cigarillnemertin
Cigarillnemertin (Oerstedia striata) är en djurart som tillhör fylumet slemmaskar, och som beskrevs av Scott D. Sundberg 1988. Enligt Catalogue of Life ingår Cigarillnemertin i släktet Oerstedia och familjen Oerstediidae, men enligt Dyntaxa är tillhörigheten istället släktet Oerstedia, och ordningen Hoplonemertea. Arten är reproducerande i Sverige. Inga underarter finns listade i Catalogue of Life.